# Doctor Strange (film)
Pour les articles homonymes, voir Strange.
Pour le personnage éponyme, voir Docteur Strange.
Série l'univers cinématographique Marvel
Captain America: Civil War
(2016) Les Gardiens de la Galaxie Vol. 2
(2017)
Série Doctor Strange
Doctor Strange in the Multiverse of Madness
(2022)
Pour plus de détails, voir Fiche technique et Distribution.
Doctor Strange, ou Docteur Strange au Québec est un film de super-héros américain réalisé par Scott Derrickson, sorti en 2016.
Adapté du personnage de Docteur Strange créé par Steve Ditko, c'est le quatorzième film de l'univers cinématographique Marvel et le deuxième de la phase trois.
Le film reçoit une nomination aux Oscars en 2017, pour les meilleurs effets visuels.
Une suite est annoncée lors de l'édition 2019 du Comic-Con. Intitulée Doctor Strange in the Multiverse of Madness, une sortie était prévue le 5 mai 2021, mais aura finalement lieu le 4 mai 2022 en France, en Belgique et en Suisse et le 6 mai aux États-Unis à la suite du report du calendrier Marvel dû à la pandémie du coronavirus.

## Synopsis

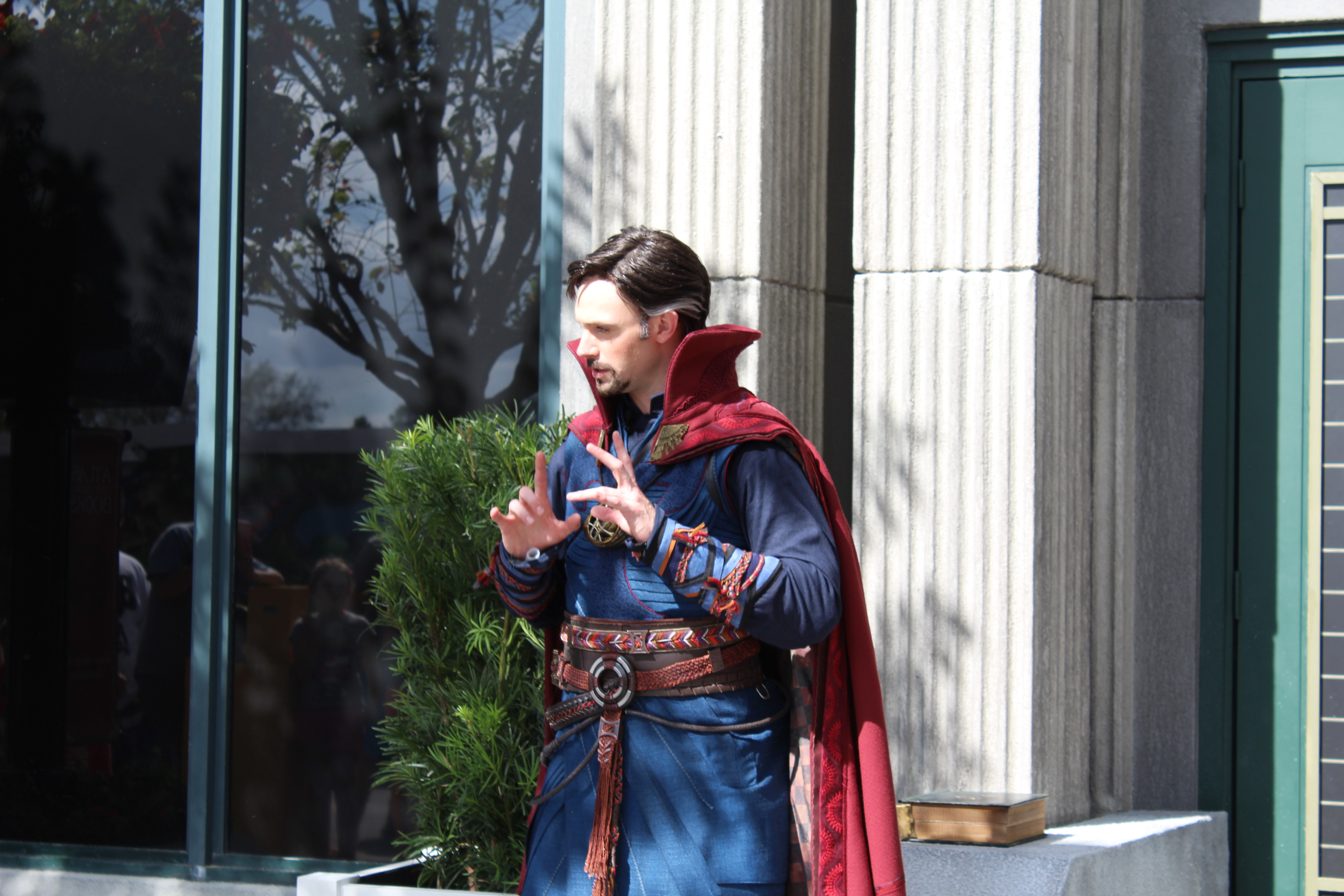
Cosplay de Doctor Strange.

À Katmandou, au Népal, Kaecilius, un maître des arts mystiques devenu un zélote, s'introduit avec ses disciples zélotes dans la bibliothèque du sanctuaire de Kamar-Taj. Après avoir tué le bibliothécaire, ils s'emparent de deux pages du Livre de Cagliostro. L'Ancien tente d'arrêter son ex-élève mais échoue, son disciple parvenant à fuir.
À New York, le Dr Stephen Strange, neurochirurgien très doué et reconnu, se prépare pour donner un discours à un dîner donné en son honneur. Mais son imprudence sur la route lui fait avoir un terrible accident au volant de sa Lamborghini. Retrouvé des heures après, il est informé par son amie et ancienne amante, le Dr Christine Palmer, que ses lésions aux mains sont irréversibles. Strange tente diverses techniques pour regagner sa dextérité légendaire, y dépensant toute sa fortune dans des procédures expérimentales, mais chaque échec le rend plus amer et détestable. Christine finit par le laisser seul. Strange a vent du cas exceptionnel de Jonathan Pangborn, un patient qui aurait retrouvé une pleine mobilité physique après un accident semblable et le retrouve. Ce dernier l'informe qu'il a bénéficié de l'aide de sages mystiques népalais qui lui ont permis de guérir, mais il le prévient que leur aide aura un prix élevé. Strange se rend à Katmandou où il cherche en vain Kamar-Taj, avant que le maître Karl Mordo ne le trouve et ne le sauve de trois voleurs qui en voulaient à sa montre Jaeger-LeCoultre, dernière possession qui lui reste et cadeau de Christine.
Mordo le conduit à Kamar-Taj et le présente à l'Ancien, une femme qui révèle à un Strange incrédule l'existence des arts mystiques. Mais quand Strange en accepte le concept, au travers d'un voyage à travers le multivers, et lui demande de lui enseigner, elle refuse et le met à la porte. Strange reste dans la rue, refusant de partir pendant que l'Ancien confie à Mordo qu'elle a trop peur que Strange ne suive la voie de Kaecilius. Mordo la convainc que lui-même était d'un caractère plus difficile encore et qu'il a su garder son chemin. L’Ancien change alors d’avis et accepte Strange comme disciple.
Kaecilius et ses zélotes pratiquent le rituel des pages volées, pour contacter un être d'une autre dimension, ceci afin de recevoir son pouvoir et sa puissance. Au fil des semaines, Strange montre sa soif d'apprendre et sa compétence, mais son arrogance limite les résultats de ses efforts. Abandonné au sommet de l'Everest par l'Ancien qui veut lui prouver qu'il est capable de beaucoup plus, Strange arrive cependant à mettre sa fierté de côté pour revenir en usant de magie afin de ne pas mourir de froid. Strange comprend la rude tâche qui l'attend s'il pousse plus loin ses études mystiques au lieu de se contenter d'apprendre à dominer son propre corps pour guérir ses lésions, sachant qu'il ne pourra pas faire les deux.
Strange décide de plus étudier et emprunte en cachette les ouvrages les plus dangereux. À l'aide d'une précieuse relique, l'Œil d'Agamotto, il reconstitue, avec son pouvoir sur le Temps, les pages volées du Livre de Cagliostro. Mordo et Wong, le bibliothécaire, l'arrêtent avant qu'il ne détruise accidentellement le Temps. Wong lui explique que les Avengers protègent le monde de dangers physiques et eux, les sorciers, le sauvegardent de menaces plus spirituelles. L'Ancien est la dernière héritière d'une longue lignée de Sorciers Suprêmes, qui remonte à des milliers d'années jusqu'au père des arts mystiques, le puissant Agamotto. Il a bâti trois Saints des Saints près de lieux de pouvoir où se dressent désormais Londres, New York et Hong Kong. Ensemble, ces lieux sacrés génèrent un bouclier protecteur autour de la planète. Les Saints des Saints protègent le monde et les sorciers protègent les Saints des Saints contre des ennemis d'autres dimensions qui menacent notre univers comme le démon Dormammu. Ce dernier réside dans la Dimension noire, un lieu au-delà du temps où tous peuvent donc avoir la vie éternelle. Son seul but est d'envahir tous les univers, d'entraîner tous les mondes dans sa Dimension noire, et il convoite la Terre par-dessus tout. C'est Dormammu que Kaecilius et ses zélotes ont contacté.
Kaecilius attaque et détruit le Saint des Saints de Londres. L'explosion a pour effet d'envoyer Strange à travers un portail au Saint des Saints de New York. Là, il fait la rencontre d'une étrange « Cape de Lévitation » qui semble s'attacher à lui. Strange doit ensuite affronter Kaecilius et ses zélotes. Il arrive à expédier deux d'entre eux à travers des portails magiques à l'autre bout du monde, puis à capturer et entraver Kaecilius. Ce dernier lui révèle l'origine de la longévité de l'Ancien et d'où elle tire ses pouvoirs - cette dernière se sert du pouvoir de la Dimension noire pour garder sa longévité intacte, en complète infraction avec ses propres enseignements - et cherche à gagner du temps ; Lucian, l'un des zélotes de Kaecilius parvient à rejoindre son maître et poignarde Strange. Mortellement blessé, celui-ci réussit toutefois à regagner l'hôpital où Palmer lui sauve la vie en l'opérant sous assistance de la projection astrale de Strange qui doit combattre en même temps celle de Lucian. Ce dernier meurt lorsque Strange détruit sa projection astrale grâce à l'énergie d'un défibrillateur. Stephen est marqué par le fait d'avoir dû tuer un zélote pour sauver sa vie. De retour au Saint des Saints de New York, il voit que Kaecilius s'est échappé et retrouve Mordo et l'Ancien. Strange confronte cette dernière au sujet de ce que lui a révélé Kaecilius devant un Mordo perplexe. Mais Kaecilius réapparait accompagné de renforts. Ils pourchassent Strange et Mordo dans la Dimension miroir, une dimension similaire à la réalité mais qui ne l'affecte pas, jusqu'à ce que l'Ancien les interrompe et affronte Kaecilius seule. Celui-ci finit par la blesser mortellement avant de s’enfuir. Strange essaye de sauver l'Ancien, mais cette dernière refuse de vivre plus longtemps encore, sachant qu'elle a violé sa propre règle trop longtemps. Elle disparaît après avoir enjoint Stephen de garder Mordo à ses côtés, leurs défauts respectifs étant compensés par les talents de l'autre.
Strange et Mordo arrivent trop tard pour sauver Wong et garder le Saint des Saints de Hong Kong intact, la Dimension noire commençant à s'étendre sur Terre. Strange utilise l'Œil d'Agamotto pour remonter le temps et restaurer la ville avant de plonger dans la Dimension noire pour proposer un marché à Dormammu. Ce dernier ne l'écoute pas et le tue sur le champ avant de voir un autre Strange apparaître. Le sorcier explique qu'il a créé une boucle temporelle grâce à l'Œil d'Agamotto dans laquelle le démon et le docteur sont pris. Le démon ne cesse de tuer Strange maintes et maintes fois avant de finir par l'implorer de le libérer de la boucle.
Strange revient sur Terre, Wong étant encore en vie et le Saint des Saints intact. Kaecilius et ses zélotes sont emmenés par Dormammu qui remplit ainsi sa part du marché avant de quitter la Terre à jamais. Stephen et Wong sont satisfaits de l'issue heureuse, au contraire de Mordo qui n'accepte pas qu'une fois encore, le cours de la nature ait été violé pour sauver le monde. Il quitte Strange en l'avertissant qu'un jour tout devra se payer pour ce qu'ils ont fait.
Strange remet l'Œil d'Agamotto à sa place, se sachant encore trop inexpérimenté pour l'utiliser de façon sage. Wong lui apprend que l'Œil renferme en fait une des six Pierres d'Infinité, la Pierre du Temps. Strange prend sa nouvelle place de maître du Saint des Saints de New York, attendant les prochaines attaques.
Scène inter-générique
Strange reçoit la visite de Thor dans le Saint des Saints. Strange propose à Thor une tasse de thé. Ce dernier décline et une chope de bière apparaît alors par magie. Strange lui révèle qu'il surveille de près une liste d'individus en provenance d'autres royaumes susceptibles de menacer la Terre et que Loki est l'un de ceux-là. Thor se montre compréhensif et explique qu'il est à la recherche de son père, Odin. Strange se dit prêt à l'aider dans sa quête, mais en échange, ils devront retourner sur Asgard promptement, une fois que l'affaire sera réglée.
Scène post-générique
Mordo rend visite à Pangborn dans son atelier et le prive de sa magie, grâce à laquelle il pouvait marcher normalement, afin de rétablir l'équilibre naturel. Mordo lui explique qu'il va continuer de traquer les sorciers inconséquents dans l'usage de leurs pouvoirs.

## Fiche technique
Sauf indication contraire, les informations mentionnées dans cette section peuvent être confirmées par les bases de données cinématographiques IMDb et Allociné,  présentes dans la section « Liens externes ».
- Titre original et français : Doctor Strange
- Titre québécois : Docteur Strange
- Réalisation : Scott Derrickson
- Scénario : Jon Spaihts, Scott Derrickson, C. Robert Cargill, Thomas Dean Donnelly et Joshua Oppenheimer[2], d'après le personnage Docteur Strange créé par Stan Lee et Steve Ditko
- Direction artistique : Ray Chan, Julian Ashby, Jim Barr, Thomas Brown, Miles Christensen, Jason T. Clark, Jordan Crockett, Jeff Julian, Calla Klessig, Michael Manson, Mike Stallion et Mark Swain
- Musique : Michael Giacchino
- Décors : Charles Wood (it) et Lauri Gaffin
- Costumes : Alexandra Byrne
- Photographie : Ben Davis
- Son : Tom Johnson, Dan Abrams, James Austin, Mark Lindauer, Juan Peralta
- Montage : Wyatt Smith (de) et Sabrina Plisco (de)
- Production : Kevin Feige
  - Production déléguée : Stan Lee, Victoria Alonso, Stephen Broussard, Louis D'Esposito, Charles Newirth et Alan Fine
  - Coproduction : David J. Grant
- Sociétés de production[3] : Walt Disney Pictures, présenté par Marvel Studios
- Société de distribution : Walt Disney Studios Motion Pictures
- Budget : 165 millions de $[4]
- Pays de production :  États-Unis
- Langue originale : anglais
- Format[5] : couleur (Technicolor) - D-Cinema - 2,39:1 (Cinémascope) - son Dolby Atmos | Dolby Digital | Dolby Surround 7.1 | IMAX 6-Track | IMAX 12-Track
- Genre : action, aventures, fantastique, super-héros
- Durée : 114 minutes
- Dates de sortie[6] :
  - États-Unis : 20 octobre 2016 (première mondiale à Hollywood)[7] ; 4 novembre 2016 (sortie nationale) ; 2 septembre 2018 (ressortie en version IMAX)
  - France, Belgique, Suisse romande : 26 octobre 2016[8],[9],[10]
  - Québec : 4 novembre 2016[11]
- Classification[12] :
  - États-Unis : accord parental recommandé, film déconseillé aux moins de 13 ans (PG-13 - Parents Strongly Cautioned)[Note 2]
  - France : tous publics[13]
  - Belgique : tous publics (Alle Leeftijden)[9]
  - Suisse romande : interdit aux moins de 12 ans[14]
  - Québec : tous publics - déconseillé aux jeunes enfants (G - General Rating)[11]

## Distribution
- Benedict Cumberbatch (VF : Jérémie Covillault ; VQ : Tristan Harvey) : Dr Stephen Strange / Docteur Strange ; Dormammu (capture de mouvement)
- Chiwetel Ejiofor (VF : Frantz Confiac ; VQ : Fayolle Jean Jr.) : Karl Mordo[15]
- Tilda Swinton (VF : Françoise Cadol ; VQ : Nathalie Coupal) : l'Ancien
- Rachel McAdams (VF : Élisabeth Ventura ; VQ : Geneviève Désilets) : Dr Christine Palmer
- Mads Mikkelsen (VF : Yann Guillemot ; VQ : Louis-Philippe Dandenault) : Kaecilius (en)
- Benedict Wong (VF : Enrique Carballido ; VQ : Pierre-Étienne Rouillard) : Wong
- Michael Stuhlbarg (VF : Luc Boulad ; VQ : Benoît Gouin) : Dr Nicodemus West
- Benjamin Bratt (VF : Loïc Houdré ; VQ : Gilbert Lachance) : Jonathan Pangborn
- Scott Adkins : Lucian
- Topo Wresniwiro : Hamir
- Umit Ulgen : Sol Rama
- Linda Louise Duan : Tina Minoru
- Mark Anthony Brighton : Daniel Drumm
- Meera Syal : Dr Patel
- Amy Landecker : Dr Bruner
- Adam Pelta-Pauls (VF : Tanguy Goasdoué ; VQ : Paul Sarrasin) : l'infirmier Billy
- Sarah Malin (VF : Emmanuèle Bondeville ; VQ : Viviane Pacal) : Dr Garrison
- Eben Young : Dr Weiss
- Kobna Holdbrook-Smith (VF : Diouc Koma ; VQ : Xavier Dolan) : le thérapeute physique
- Guillaume Faure (VF : Cyrille Artaux ; VQ : François Sasseville) : Étienne, le chirurgien réticent
- Stan Lee (VF : Jean-Claude Montalban ; VQ : Jean-Jacques Lamothe) : un passager de bus (caméo)
- Chris Hemsworth (VF : Adrien Antoine ; VQ : Martin Desgagné) : Thor (caméo, scène inter-générique, non crédité[16])

version française réalisée par la société de doublage Dubbing Brothers, sous la direction artistique de Hervé Bellon, avec une adaptation des dialogues de Philippe Videcoq.
 Source et légende : version française (VF) sur RS Doublage et AlloDoublage
 Source et légende : version québécoise (VQ) sur Doublage.qc.ca

## Production

### Développement
En juin 2010, Marvel Studios engage Thomas Dean Donnelly et Joshua Oppenheimer pour écrire le scénario de Doctor Strange.
En janvier 2013, le président de Marvel Studios, Kevin Feige, confirme que Doctor Strange apparaîtra dans la phase 3 de l'univers cinématographique Marvel.
En mai 2013, Kevin Feige déclare que le film Doctor Strange est déjà en développement par Marvel Studios.
En février 2014, The Hollywood Reporter rapporte que Marvel envisage Mark Andrews, Jonathan Levine, Nikolaj Arcel et Dean Israelite pour diriger le film, ainsi que Jonathan Aibel et Glenn Berger pour écrire le script.
En mars 2014, Kevin Feige dément la précédente information en annonçant que les trois réalisateurs en lice sont : Mark Andrews, Jonathan Levine et Scott Derrickson.
En juin 2014, Scott Derrickson est engagé pour adapter le comics de Marvel. Il est également révélé que Donnelly et Oppenheimer sont toujours en train d'écrire le scénario. Jon Spaihts entre en négociation pour réécrire le scénario en juillet.

### Attribution des rôles

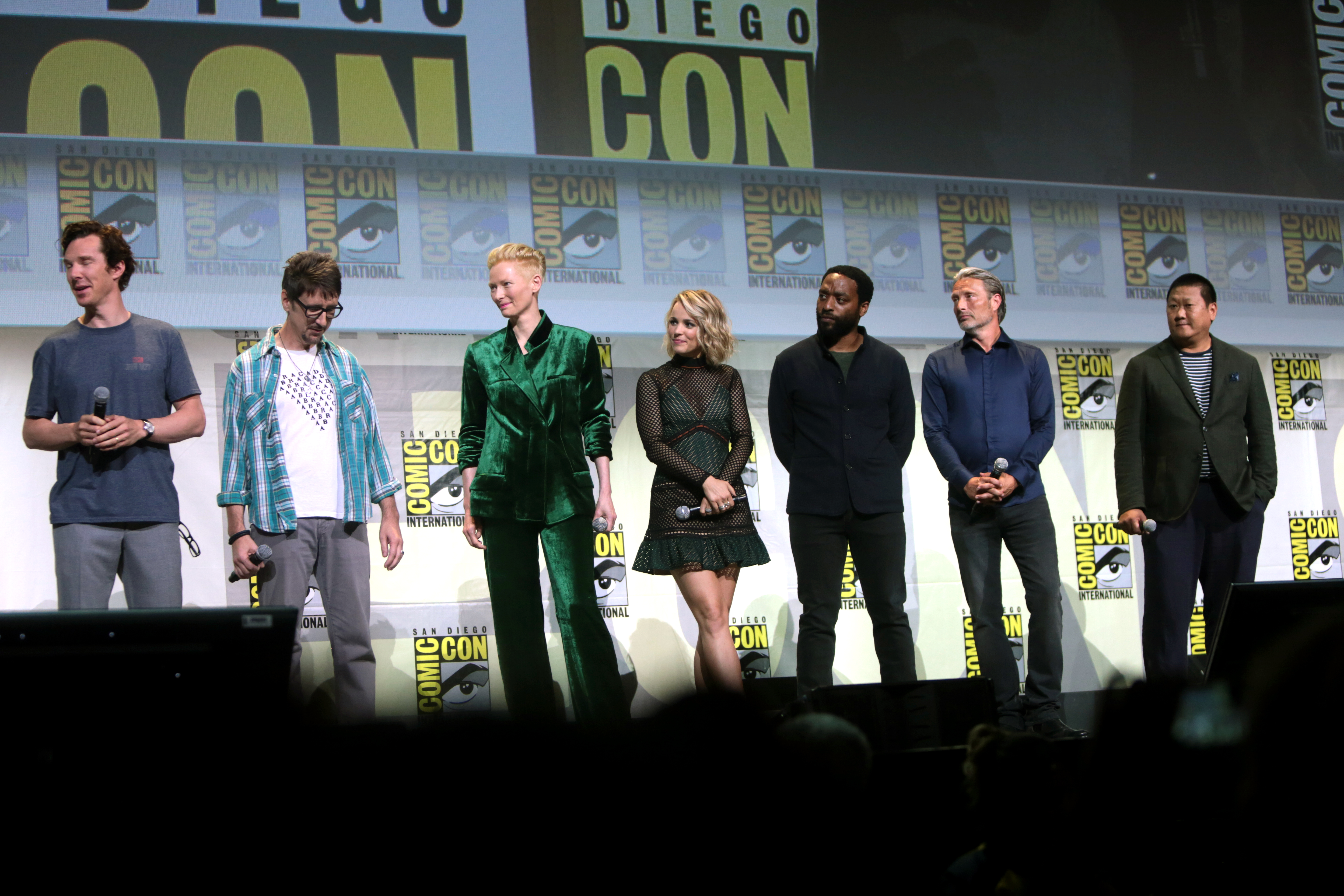
L'équipe du film pour sa promotion au San Diego Comic-Con 2016

Depuis l'annonce d'un film sur le Dr Strange, les rumeurs sur le rôle-titre affluent. Ainsi, plusieurs acteurs ont été au cœur de ces rumeurs les mettant dans la peau du maître de la magie et de l'illusion : Justin Theroux (scénariste, entre autres, d'Iron Man 2) ; Joseph Gordon-Levitt (qui a immédiatement démenti l'information) ; Johnny Depp ; Jon Hamm ; Mads Mikkelsen et enfin Jared Leto, qui rejoint finalement DC pour jouer le Joker dans Suicide Squad.
En juin 2014, les choses se précisent et Marvel annonce officiellement que les acteurs en lice pour le rôle-titre sont : Benedict Cumberbatch et Tom Hardy, rejoints, par la suite, par Édgar Ramírez.
En juillet 2014, l'acteur britannique Benedict Cumberbatch dément la rumeur le concernant pour le rôle-titre. Par la même occasion, une rumeur rapporte que Joaquin Phoenix serait en lice pour le rôle de Docteur Strange et aurait toutes ses chances d'être choisi,.
En août 2014, Jack Huston est envisagé pour le premier rôle, lui qui avait déjà été pressenti pour le rôle de Star-Lord dans Les Gardiens de la Galaxie.
En octobre 2014, après un échec des négociations avec Joaquin Phoenix, Marvel se tournerait vers l'acteur Ethan Hawke (Par la suite il incarne l’antagoniste principal de Moon Knight). Vient ensuite l'ajout de plusieurs noms comme Ewan McGregor, Oscar Isaac, Matthew McConaughey, Jake Gyllenhaal et Jared Leto (déjà pressenti depuis août 2014). Marvel envisage également Ryan Gosling qui se retrouve tiraillé entre Doctor Strange et un rôle dans Suicide Squad, alors que l'acteur avait toujours refusé de jouer les super-héros. La liste d'acteurs pour le rôle-titre ne fait que s'allonger avec l'arrivée, quelques jours après l'annonce concernant Ryan Gosling, de Keanu Reeves et Colin Farrell.
Finalement, c'est l'acteur Benedict Cumberbatch qui jouera le neurochirurgien devenant magicien, annonce qui sera officiellement confirmée par Kevin Feige lui-même en décembre 2014.
En novembre 2014, une rumeur rapporte que l'acteur Daniel Brühl, engagé dans le film Captain America: Civil War dans le rôle du Baron Zemo, pourrait revenir dans Doctor Strange et être l'antagoniste principal.
Après l'annonce officielle tant attendue pour le rôle-titre, c'est au tour du personnage de l'Ancien, le mentor de Stephen Strange, d'attiser les rumeurs. Morgan Freeman, Bill Nighy et Ken Watanabe sont en lice pour le rôle.
En janvier 2015, l'acteur Chiwetel Ejiofor entre en négociations avec Marvel pour un rôle dans le film. Cinq mois plus tard, l'acteur est confirmé dans un des rôles importants du film : le Baron Mordo alors que les rumeurs l'annonçaient dans le rôle de Brother Voodoo.
En mai 2015, l'actrice Tilda Swinton, connue pour ses nombreux rôles dans lesquels elle est méconnaissable physiquement, est en négociations avec Marvel pour le rôle de l'Ancien alors qu'auparavant les rumeurs évoquaient plutôt Ken Watanabe, plus proche physiquement du personnage original, un homme tibétain, que l'actrice. L'actrice confirme cette information trois mois plus tard.
En juillet 2015, l'actrice Rachel McAdams confirme être en négociations avec Marvel pour le rôle principal féminin du film. Sa participation au film est confirmée en septembre, sans précision sur le rôle.
En août 2015, l'acteur Mads Mikkelsen, déjà contacté par Marvel pour interpréter Malekith dans Thor : Le Monde des ténèbres, est à nouveau en négociation avec les studios Marvel pour incarner l'antagoniste du film. Il sera officialisé en novembre 2015.
En novembre 2015, l'acteur Scott Adkins rejoint le casting du film dans un rôle encore inconnu.
The Lego Group, en dévoilant un des sets dérivés du film, a laissé penser que le démon final serait Shuma-Gorath. Lors de la sortie du film, il est révélé qu'il s'agit de Dormammu ; Benedict Cumberbatch, déjà interprète du héros, a réalisé la capture de mouvement du visage et un acteur britannique inconnu a donné sa voix au démon.

### Tournage
Le tournage débute le 4 novembre 2015 sous le faux titre Checkmate au Népal. Il a lieu dans la vallée de Katmandou, notamment au temple de Pashupatinath, Swayambunath,, la place du Darbâr et Patan. 
En novembre 2015, la production se rend ensuite au Royaume-Uni, aux Longcross Studios dans le Surrey. L'équipe se rend ensuite à New York, notamment dans le quartier de Hell's Kitchen. Certains décors de New York sont par ailleurs recréés aux studios de Shepperton,. En janvier 2016, des scènes sont tournées au Collège d'Exeter. En février 2016, d'autres scènes censées se dérouler à New York sont tournées dans les rues de Londres, avant que l'équipe se rende dans le Flatiron District en avril. Quelques scènes sont ensuite tournées à Hong Kong,
. Le tournage principal s'achève à New York le 3 avril 2016.

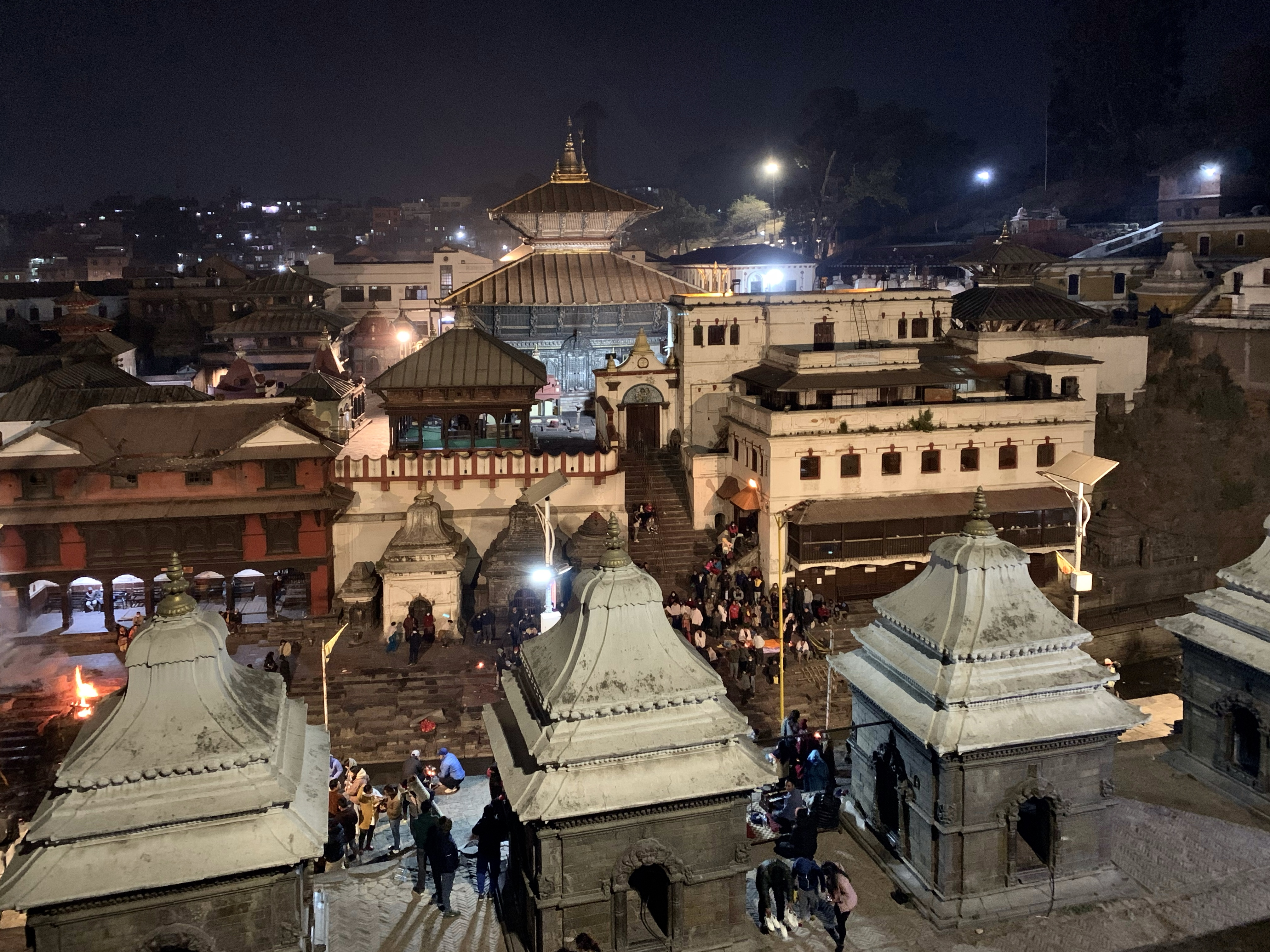
le temple de Pashupatinath
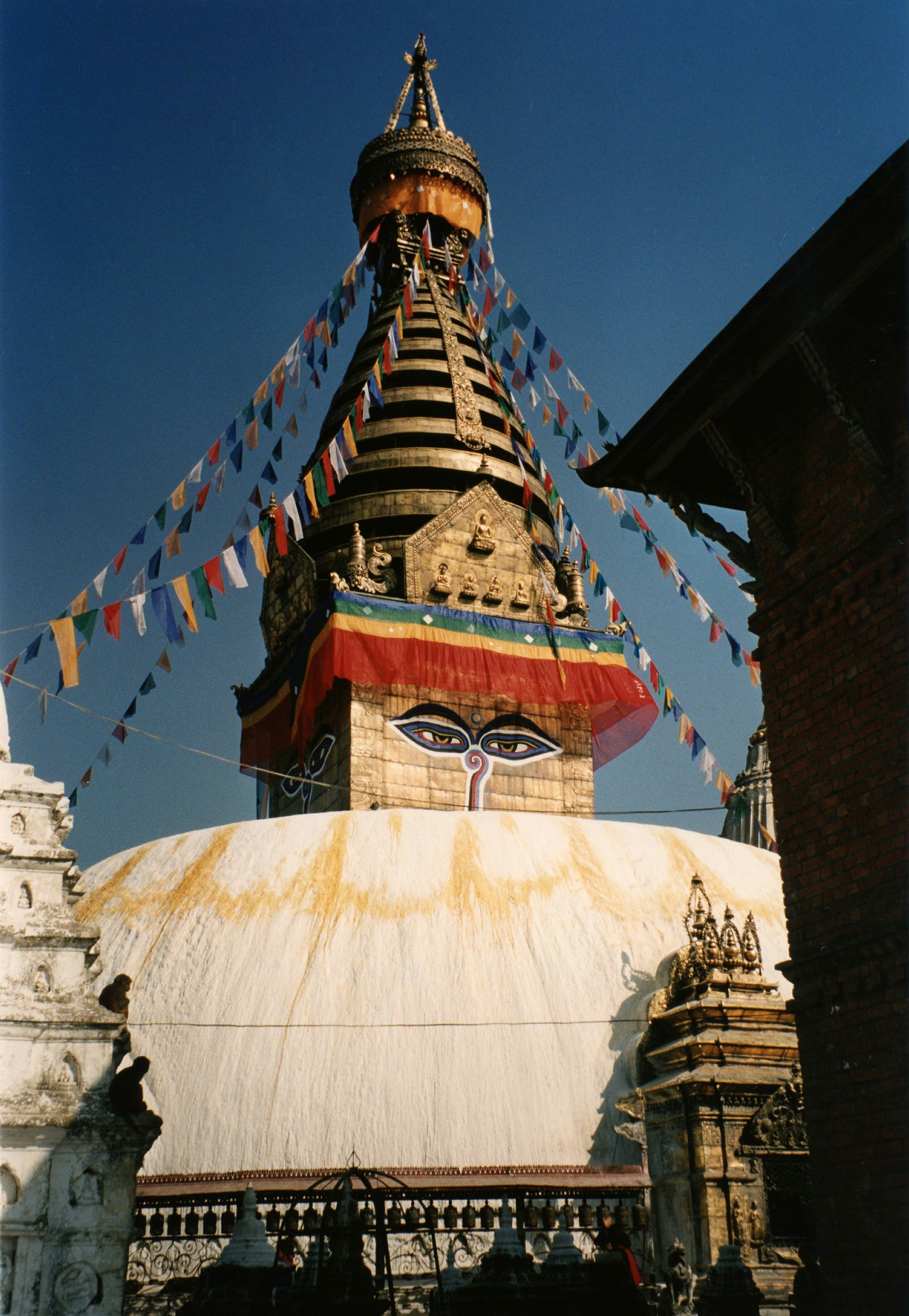
Stupa de Swayambunath
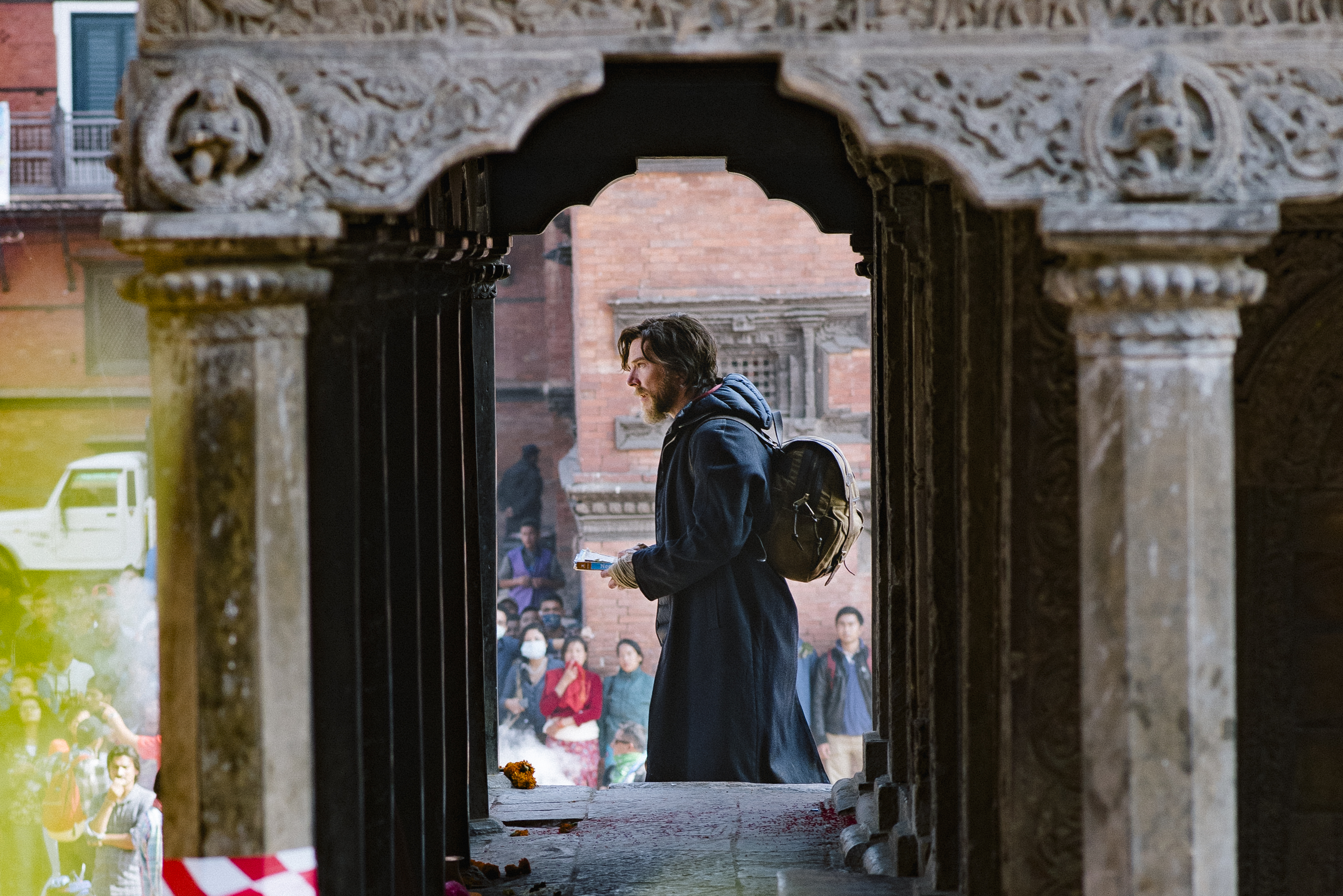
Benedict Cumberbatch à Katmandou

## Musique
Albums de Michael Giacchino
Star Trek : Sans limites
(2016) Rogue One: A Star Wars Story
(2016)
Bandes originales de l'univers cinématographique Marvel
Captain America: Civil War
(2016) Les Gardiens de la Galaxie Vol. 2
(2017)
Outre le morceau Interstellar Overdrive du groupe Pink Floyd, la musique du film est composée par Michael Giacchino.
| 1.    | Ancient Sorcerer's Secret            | 2:37 |
| 2.    | The Hands Dealt                      | 2:56 |
| 3.    | A Long Strange Trip                  | 2:28 |
| 4.    | The Eyes Have It                     | 1:23 |
| 5.    | Mystery Training                     | 1:53 |
| 6.    | Reading Is Fundamental               | 1:39 |
| 7.    | Inside the Mirror Dimension          | 4:04 |
| 8.    | The True Purpose of the Sorcerer     | 2:09 |
| 9.    | Sanctimonious Sanctum Sacking        | 7:27 |
| 10.   | Astral Doom                          | 3:41 |
| 11.   | Post Op Paracosm                     | 1:15 |
| 12.   | Hippocratic Hypocrite                | 1:34 |
| 13.   | Smote and Mirrors                    | 6:29 |
| 14.   | Ancient History                      | 4:08 |
| 15.   | Hong Kong Kablooey                   | 3:35 |
| 16.   | Astral Worlds Worst Killer           | 6:17 |
| 17.   | Strange Days Ahead                   | 5:59 |
| 18.   | Go for Baroque                       | 2:55 |
| 19.   | The Master of the Mystic End Credits | 3:50 |
| 66:28 |                                      |      |

## Accueil

### Sortie
Le film sort le 26 octobre 2016 en France et le 4 novembre 2016 aux États-Unis.

### Accueil critique
Sur l'agrégateur américain Rotten Tomatoes, le film obtient 89 % d'opinions favorables, pour 364 avis. Sur Metacritic, Doctor Strange décroche une moyenne de 72⁄100, pour 49 critiques.
En France, le site Allociné propose une note moyenne de 3,1⁄5 à partir de l'interprétation de critiques provenant de 17 titres de presse. Du côté des avis positifs, on peut lire dans Le Figaro : « Une fois de plus, les studios de Kevin Feige surprennent avec un film étourdissant, tout en procurant du grand spectacle. On en sort en lévitation ». Jean Serroy du Dauphiné libéré trouve les « effets visuels et virtuels renversants, au sens propre, puisque capables d’enrouler une ville sur elle-même, dans une monstrueuse mécanique à rouages géants, la réalité se trouvant la tête en bas et le temps lui-même s’enroulant en boucles où l’action, et le film, en viennent à se dérouler en sens inverse, voire à se figer dans une image fixe à laquelle le cinéma va se faire un plaisir de rendre le mouvement ». Dans 20 minutes, Caroline Vié écrit notamment « On sort de la salle heureux d’être venu en consultation au cabinet du Docteur Strange. » Dans Les Fiches du cinéma, Michael Ghennam écrit « Marvel introduit son nouveau super-héros par le biais d’un récit très rôdé et sans surprises, mais parfaitement divertissant ». Philippe Guedj du Point apprécie plutôt le film : « Malgré ses ratés, Doctor Strange se consomme pourtant sans honte et surclasse sans effort d'innommables purges telles que Suicide Squad et X-Men: Apocalypse, ses prédécesseurs ».
Du côté des avis négatifs, on peut lire dans la critique du site Critikat.com que le film « sous son tourbillon d’effets et ses parures dorées, ne laisse qu’un spectacle plaisant dont on retient avant tout la cérémonialité creuse, alors qu’il aspirait à plus ». Olivier Lamm de Libération pense que « Le magicien voyageur temporel n’échappe pas à la platitude des films des studios Marvel ». Dans Les Inrockuptibles, Théo Ribeton décrit le film comme un « gloubiboulga métaphysico-shaolin qui place Doctor Strange quelque part entre Kung Fu Panda, les films de JCVD et un épisode des Tortues Ninja - le second degré en moins. [...] Triste spectacle cachant mal celui de l'ogre Marvel qui, après avoir gloutonné toute la marmite à histoires, racle le fond de son imaginaire pour n'en tirer que des miettes de niaiseries et des bibelots d'un autre âge ».

#### Polémique
Dans les comics originaux le personnage de l'Ancien mentor du doctor Strange, est tibétain, mais le choix des producteurs s'est porté sur l'actrice britannique Tilda Swinton pour l'incarner. Face à ce qui est considéré par les médias comme du Whitewashing, le scénariste C. Robert Cargill, a expliqué que : « Dans le comic, l’Ancien vient d’un endroit où la politique est très bizarre. Il est originaire du Tibet. Et comme vous le savez, si vous choisissez un acteur tibétain, vous risquez de vous aliéner un milliard de personnes qui pensent que ce sont des conneries et de voir le gouvernement chinois vous dire : “Nous, l’un des plus gros pays à spectateurs du monde, avons décidé de ne pas sortir votre film parce que vous l’avez joué politique.” Et si vous pensez que nous aurions dû prendre un acteur chinois pour jouer un Tibétain, vous n’avez aucune putain d’idée de quoi vous parlez. » Le marché chinois étant l'un des plus importants, l'industrie du cinéma américain applique la règle des trois tabous (« Tibet, Tiananmen, Taïwan »).

### Box-office
En France, le film enregistre 1 001 793 entrées pour sa première semaine. C'est le meilleur démarrage français d'un « premier film » de l'univers cinématographique Marvel (devant les premiers volets de Iron Man, Thor ou encore Captain America: First Avenger - sans compter le cross-over Avengers et ses suites).
Doctor Strange termine l'année 2016 en se classant 10e du box-office annuel nord-américain et 30e au box-office annuel français.
| Pays ou région    | Box-office        | Date d'arrêt du box-office | Nombre de semaines |
| ----------------- | ----------------- | -------------------------- | ------------------ |
| États-Unis Canada | 232 641 920 $     | 16 mars 2017               | 19                 |
| France            | 1 973 652 entrées | 27 décembre 2016           | 9                  |
| Total mondial     | 677 718 395 $     | 23 avril 2017              | 24                 |

## Distinctions
Entre 2016 et 2017, le film Doctor Strange a été sélectionné 88 fois dans diverses catégories et a remporté 20 récompenses,.

### Nominations
- Critics' Choice Awards 2016 : 
  - Meilleur acteur dans un film d'action pour Benedict Cumberbatch
  - Meilleure actrice dans un film d'action pour Tilda Swinton
- Teen Choice Awards 2016 : 
  - Meilleur acteur dans un film fantastique pour Benedict Cumberbatch
  - Meilleure actrice dans un film d'action pour Rachel McAdams
- Empire Awards 2017 : meilleur acteur pour Benedict Cumberbatch

## Produits dérivés
Un prologue en trois parties, Marvel's Doctor Strange Prelude Infinite Comic puis Marvel's Doctor Strange Prelude 1 et 2, est sorti d'août à octobre 2016 aux États-Unis sous forme de comics. Un album souple regroupant les trois histoires est sorti en octobre en France, comme hors-série numéro un de Marvel's Saga.